# Pierre-sur-Haute
Pierre-sur-Haute (Pèira-Sèrra Auta en auvergnat) est le point culminant des monts du Forez (1 631 m,), dans le Massif central, à la limite des départements de la Loire (Sauvain) et du Puy-de-Dôme (Job). C'est également le point culminant du département de la Loire.
Sur son sommet sont installés une station hertzienne militaire, un radar de l'aviation civile et des moyens de communications civils. Sur son flanc oriental se trouve la station de ski de Chalmazel.

## Géographie

### Localisation
Le sommet de Pierre-sur-Haute est situé à la limite entre les communes de Sauvain et de Job, respectivement localisées dans les départements de la Loire et du Puy-de-Dôme. Il constitue le plus haut sommet des monts du Forez, sur la ligne de crête entre la vallée de la Loire à l'est et celle de la Dore à l'ouest.

### Géologie
Pierre-sur-Haute est une montagne composée de gneiss et de granite, roches vestiges d'une ancienne chaîne de montagne apparue au Paléozoïque il y a 300 millions d'années. Cet ancien relief hercynien s'est par la suite aplani au Mésozoïque en raison de l'érosion, pour faire apparaître un relief tabulaire. À la suite du plissement alpin, les monts du Forez ont été rajeunis, des failles sont apparues, et ce bloc granitique a été soulevé (horst). Pierre-sur-Haute est le point culminant de ce bloc soulevé.

### Climat
Le climat des monts du Forez se caractérise par la présence de la burle, vent de nord formant d'importants amas neigeux  et expliquant l'absence de végétation sur les plateaux sommitaux, ainsi que par des brouillards fréquents (132 jours par an) occasionnant du givre.
La pluviométrie annuelle sur Pierre-sur-Haute est supérieure à 1 500 mm, et reste stable sur l'année, contrairement aux points bas du massif où l'hiver est plus sec. Au sommet, le nombre de jours moyen par an où la température est négative est proche de 200 et plus de 100 jours sans dégel. L'automne reste doux et l'hiver empiète généralement sur le printemps : avril est plus rigoureux que novembre.  La date de la première neige reste assez fluctuante.

### Flore
La flore de Pierre-sur-Haute est composée de lande et de pelouse d'altitude, qui s'étendent sur environ 8 000 ha, au-delà de 1 400 m d'altitude appelées Hautes Chaumes, où se trouvent de petites maisons isolées par exemple les burons de la Richarde ou les jasseries de la Croix du Fossat au Sud de Pierre-sur-Haute ou encore les jasseries de Colleigne au Sud-Est. L'étage inférieur du sommet est formé par des pinèdes et des forêts de conifères relativement denses.
Une partie de ces espaces est classée comme zone naturelle d'intérêt écologique, faunistique et floristique et comme site Natura 2000.

### Voies d'accès

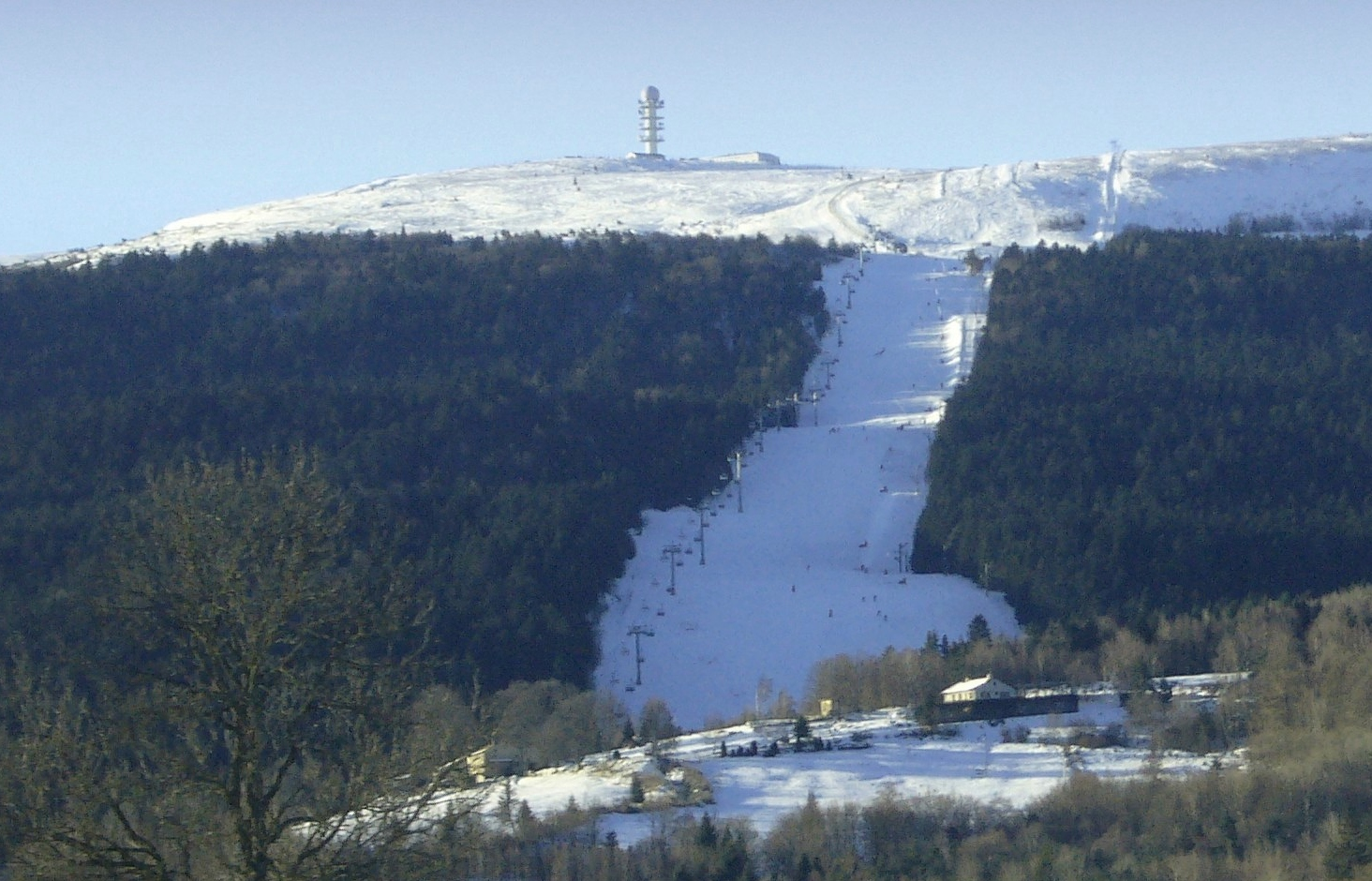
Le télésiège des Jasseries (station de Chalmazel) au pied de Pierre-sur-Haute.

Le sommet de Pierre-sur-Haute est accessible au départ du col du Béal par la route qui dessert la station militaire. Son accès est autorisé aux promeneurs mais demeure cependant interdit aux véhicules motorisés civils sans autorisations.
Le sentier pédestre GR 3, premier chemin de grande randonnée balisé en France, passe aussi par le sommet dans sa section entre Chabreloche (44,3 km) et Saint-Anthème (21,8 km). Son accès le plus proche de Pierre-sur-Haute par la route, est également le col du Béal (4 km de distance).
Le sommet est par ailleurs desservi par remontée mécanique. Au départ de la station de Chalmazel (1 109 m), le télésiège des Jasseries (fonctionnement été et hiver), conduit les promeneurs sur le Plat des Granges à 1 463 m au pied de la calotte sommitale au terme d'un trajet de 2 km. De là, un sentier permet de franchir les  174 m de dénivelé restant. L'hiver, les skieurs peuvent également emprunter le téléski de Pierre-sur-Haute aboutissant à 250 m au nord-ouest du sommet à 1 600 m d'altitude.

### Panorama
Du sommet, et par beau temps, on peut apercevoir les Alpes, le Plomb du Cantal, les monts Dore et le puy de Dôme.

## Activités hivernales

### Ski alpin

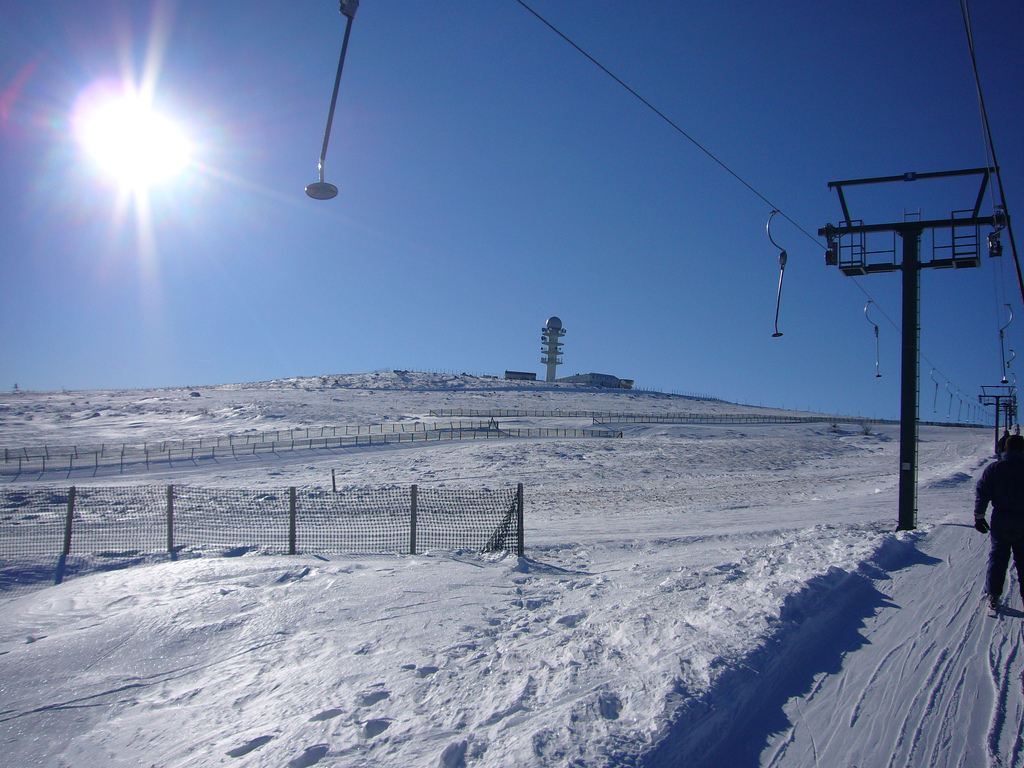
Un téléski de la station de Chalmazel sur le versant est de Pierre-sur-Haute.

Sur le versant est de Pierre-sur-Haute, côté département de la Loire, se trouve le domaine skiable de Chalmazel. La station dispose de 11 kilomètres de pistes de descente desservies par un télésiège débrayable à bulles et 7 téléskis. Le domaine culmine à proximité directe du sommet et alterne entre forêts et landes d'altitudes sauvages (les Hautes Chaumes) entre 1 109 mètres à 1 600 mètres d’altitude. Il est équipé de 90 enneigeurs.
La station de ski est à une heure des agglomérations de Saint-Étienne, de Clermont-Ferrand et de Roanne et à deux heures de Lyon.

### Snowkite

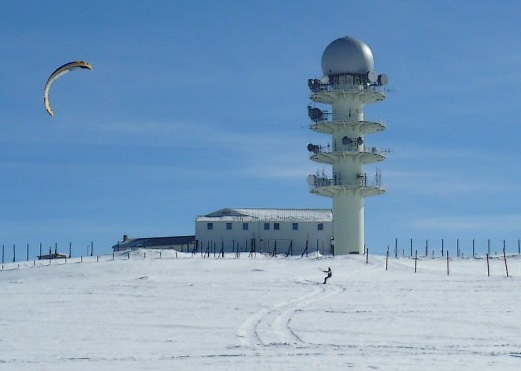
Snowkite au sommet de Pierre-sur-Haute.

Les plateaux à nu de Pierre-sur-Haute sont propices à la pratique du snowkite de par leur relief dégagé, vierge de toute végétation et leur exposition à la burle, un vent du nord qui souffle l'hiver dans le centre de la France à l'est du Massif central.
Le snowkite est le pendant du kitesurf en sport d'hiver ; la planche de surf étant remplacée dans cette discipline par un snowboard ou des skis. L'accès est possible depuis la station de Chalmazel par le télésiège des Jasseries ou le col du Béal.

## Station militaire et hertzienne

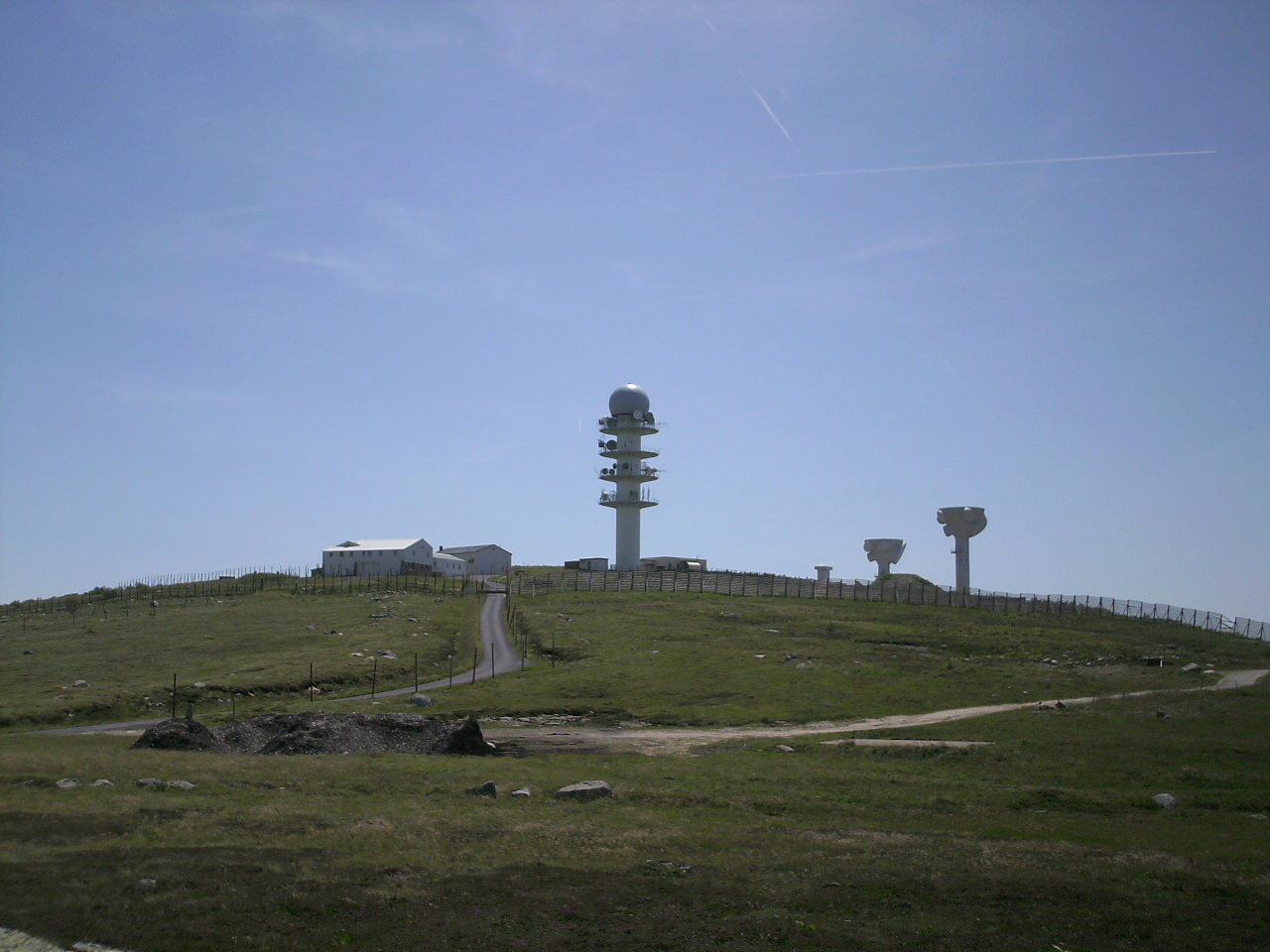
Station hertzienne et base militaire.

Le sommet de Pierre-sur-Haute est coiffé d'émetteurs de diffusion hertziens et d'une base militaire construite par l'OTAN en 1961 lors de la guerre froide.
La tour surmontée d'une structure sphérique, largement visible depuis la plaine du Forez, est un relais hertzien civil appartenant à Télédiffusion de France.
La croix de Pierre-sur-Haute, à 1 631 mètres d'altitude, est située dans l'enceinte même de cette base dans la partie de la station relevant de la commune de Job.